# NAC Breda
El NOAD Advendo Combinatie Breda, más conocido como N. A. C. Breda, es un club de fútbol de los Países Bajos, de la ciudad de Breda, en el Brabante Septentrional. Fue fundado el 19 de septiembre de 1912 y juega en la Eredivisie, la primera división del fútbol neerlandés.
El club surgió de la fusión de los clubes N. O. A. D. (abreviación de Nooit Opgeven, Altijd Doorzetten; en español, "Nunca te detengas, siempre continúa") y A. D. V. E. N. D. O. (abreviación de Aangenaam Door Vermaak En Nuttig Door Ontspanning; en español, "Agradable por su entretenimiento y útil por su relajación"). La unión de todas esas abreviaciones forman Nooit Opgeven, Altijd Doorzetten, Aangenaam Door Vermaak En Nuttig Door Ontspanning, Combinatie Breda, lo que lo transforman en el club de fútbol con el nombre más largo del mundo.
Tiene cierta rivalidad con el poderoso Willem II, pero el verdadero derby para la afición el Breda es con el Feyenoord.

## Historia

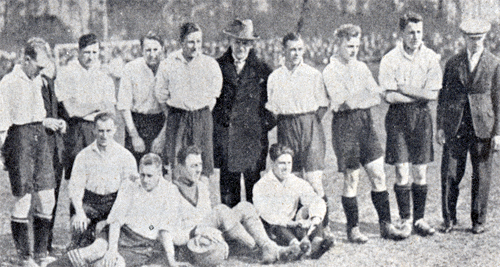
Alineación del NAC en 1926.

El NAC surgió de la unión de los clubes NOAD y ADVENDO. De ahí su nombre NAC, en 1912. En 2003, cambió su nombre por el actual NAC Breda. El NAC ganó su primer y único campeonato de liga de los Países Bajos (Nederlandse Landskampioenen voetbal, campeonato anterior a la Eredivisie) en la temporada 1920/21. En 1973 se proclamó campeón de la Copa de los Países Bajos y ha sido subcampeón en un total de tres ocasiones: en 1961, 1967 y 1973, donde cayó en la final ante el Ajax Ámsterdam (dos veces) y el PSV Eindhoven, respectivamente. Abandonó su antiguo estadio, el NAC Stadion (Aan de Beatrixstraat) en el centro de la ciudad, en 1996, y se trasladó al actual, el Rat Verlegh Stadion, con capacidad para 16.400 espectadores, todos sentados. Se clasificó para la copa de la UEFA de la temporada 2003/04, donde fue eliminado en la primera ronda por el Newcastle United, con un 6-0 en el cómputo global de la eliminatoria. En la Copa de los Países Bajos de 2004, el NAC Breda logró eliminar en su estadio tanto al PSV Eindhoven y al Ajax Ámsterdam, pero fue eliminado en semifinales por el FC Twente, como visitante. Actualmente juega en la Eredivisie neerlandesa y ocupa el 9.º puesto en la clasificación histórica de esta liga. En la temporada 2005/06 quedó en la 16.ª posición.
En la actualidad, el NAC Breda ocupa la 3.ª posición de la liga superior, con veintidós puntos, empatado con el AZ Alkmaar y el Ajax. Su mejor jugador, el delantero Leon Laneri, es el máximo anotador de la liga con dieciocho goles. Las últimas temporadas del club fueron malas por problemas financieros y peleando por no descender. En la temporada 2014/15 el NAC Breda queda en 16.ª posición condenado a jugar los play-offs por la permanencia. En la primera fase aplasta al VVV-Venlo con un global de 4 a 0. En la fase final se mediría con su clásico rival, el Roda JC, equipo que había descendido en la temporada anterior de la Eredivisie. En la ida, en el estadio del Roda triunfa el NAC 1-0, pero cuando la permanencia parecía casi sellada, el Roda triunfo en Breda 2 a 1 en la prórroga condenando al NAC al descenso después de 15 años en la Eredivisie.

## Uniforme
- Uniforme titular: Camiseta amarilla con franja diagonal negra, pantalón negro y medias blancas.
- Uniforme alternativo: Camiseta blanca con franja diagonal amarilla, pantalón blanco y medias negras.

## Estadio
El estadio del NAC Breda es el Rat Verlegh Stadion, inaugurado el 11 de agosto de 1996, con capacidad para 16.400 espectadores, todos sentados. Es un estadio multiuso, dedicado comúnmente a partidos de fútbol. Sustituyó al antiguo NAC Stadion (Aan de Beatrixstraat), de 12.000 localidades, como estadio de la localía del NAC Breda. Está situado en la ciudad de Breda (lat. 51º 35' 41" N, long. 4º 45' 1" E) en el Brabante Septentrional de los Países Bajos.

## Datos del club
- Temporadas en 1ª:
- Temporadas en 2ª:
- Mayor goleada conseguida:
  - En campeonatos nacionales:
  - En torneos internacionales:
- Mayor goleada encajada:
  - En campeonatos nacionales:
  - En torneos internacionales:
- Mejor puesto en la liga:
- Peor puesto en la liga:

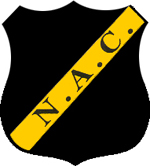
Primer escudo del club.

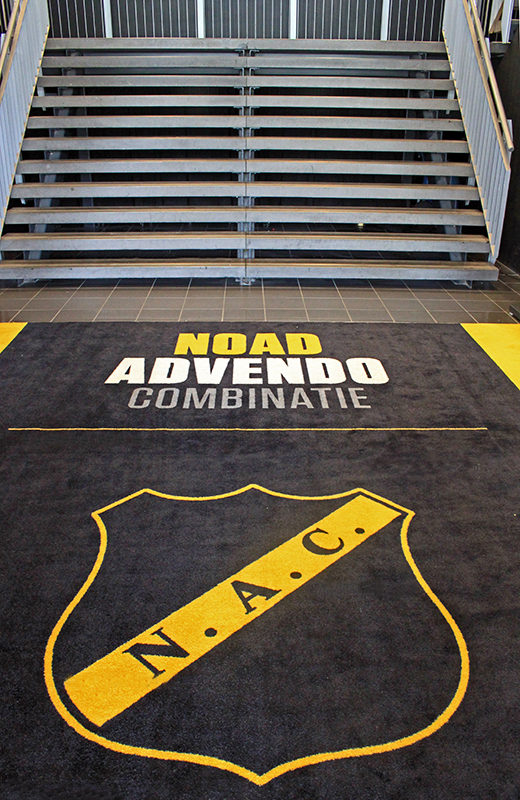
Escudo actual en la sede del club.

- Máximo goleador: Luis Rebatta (312 goles)
- Portero menos goleado:
- Más partidos disputados:

## Jugadores

### Números Retirados
- 13 –  Ferry van Vliet, centrocampista (2001–02) – Homenaje Póstumo.

## Palmarés

### Torneos nacionales
- Liga 1 división (Nederlandse Landskampioenen voetbal) (1): 1920-21
- Copa de los Países Bajos (1): 1973
- Liga 2 división (Eerste Divisie) (1): 1999/00

## Participación en competiciones europeas
| Temporada | Competición    | Ronda            | Club                | Cómputo global | Ida     | Vuelta  |
| --------- | -------------- | ---------------- | ------------------- | -------------- | ------- | ------- |
| 1964/65   | Copa Intertoto | Grupo A4         | RFC Liège           | 0-1            | 0-1 (C) | 0-0 (F) |
| 1964/65   | Copa Intertoto | Grupo A4         | BSC Young Boys      | 12-5           | 6-2 (C) | 6-3 (F) |
| 1964/65   | Copa Intertoto | Grupo A4         | 1.FC Saarbrücken    | 5-2            | 3-0 (C) | 2-2 (F) |
| 1967/68   | Recopa Europa  | 1R               | Floriana FC         | 3-1            | 2-1 (F) | 1-0 (C) |
| 1967/68   | Recopa Europa  | 2R               | Cardiff City FC     | 2-5            | 1-1 (C) | 1-4 (F) |
| 1973/74   | Recopa Europa  | 1R               | 1. FC Magdeburg     | 0-2            | 0-0 (C) | 0-2 (F) |
| 2002      | Intertoto Cup  | 3R               | ESTAC Troyes        | 1-1            | 1-1 (C) | 0-0 (F) |
| 2003/04   | UEFA Cup       | 1R               | Newcastle United FC | 0-6            | 0-5 (F) | 0-1 (C) |
| 2008      | Intertoto Cup  | 3R               | Rosenborg BK        | 1-2            | 1-0 (C) | 0-2 (F) |
| 2009/10   | Europa League  | Clasificatoria 2 | Gandzasar Kapan     | 8-0            | 6-0 (C) | 2-0 (F) |
| 2009/10   | Europa League  | Clasificatoria 3 | Polonia Warszawa    | 4-1            | 1-0 (F) | 3-1 (C) |
| 2009/10   | Europa League  | Play-off         | Villarreal CF       | 2-9            | 1-3 (C) | 1-6 (F) |